# Ruidera
Ruidera est une commune d'Espagne de la province de Ciudad Real dans la communauté autonome de Castille-La Manche. Elle est réputée pour ses lagunes vers la source du fleuve Guadiana, protégées en tant que parc naturel des lacs de Ruidera.

## Géographie
Ruidera se trouve sur le cours du Guadiana supérieur - Pline l'Ancien y situait les sources de ce fleuve. Le sous-sol karstique a permis la formation d'une succession de lagunes d'une profondeur moyenne de 6 mètres, certaines atteignant 20 à 30 mètres de fond, le long du cours du Guadiana.
Le bourg est à distance à peu près égale entre Murcie au sud-est et Madrid au nord-ouest, à environ 200 km de part et d'autre. La route principale est la N430 (Badajoz-Valence via Munera), qui traverse le parc naturel au niveau du village selon une orientation générale sud-est / nord-ouest, avec Manzanares à environ 50 km et Ciudad Real à 100 km à l'ouest, et Albacete à 100 km à l'est.

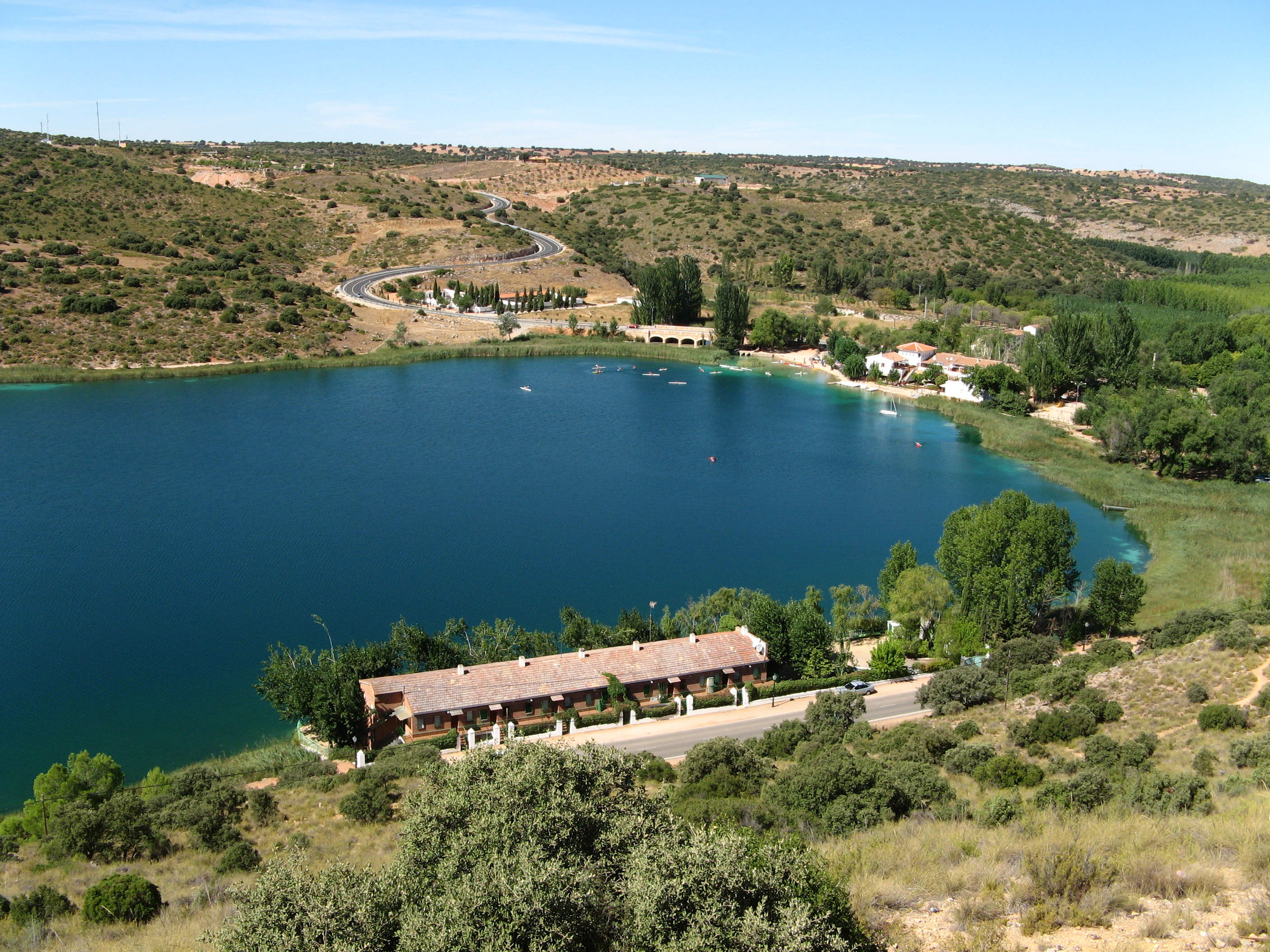
Laguna del Rey devant la N430 vers Manzanares
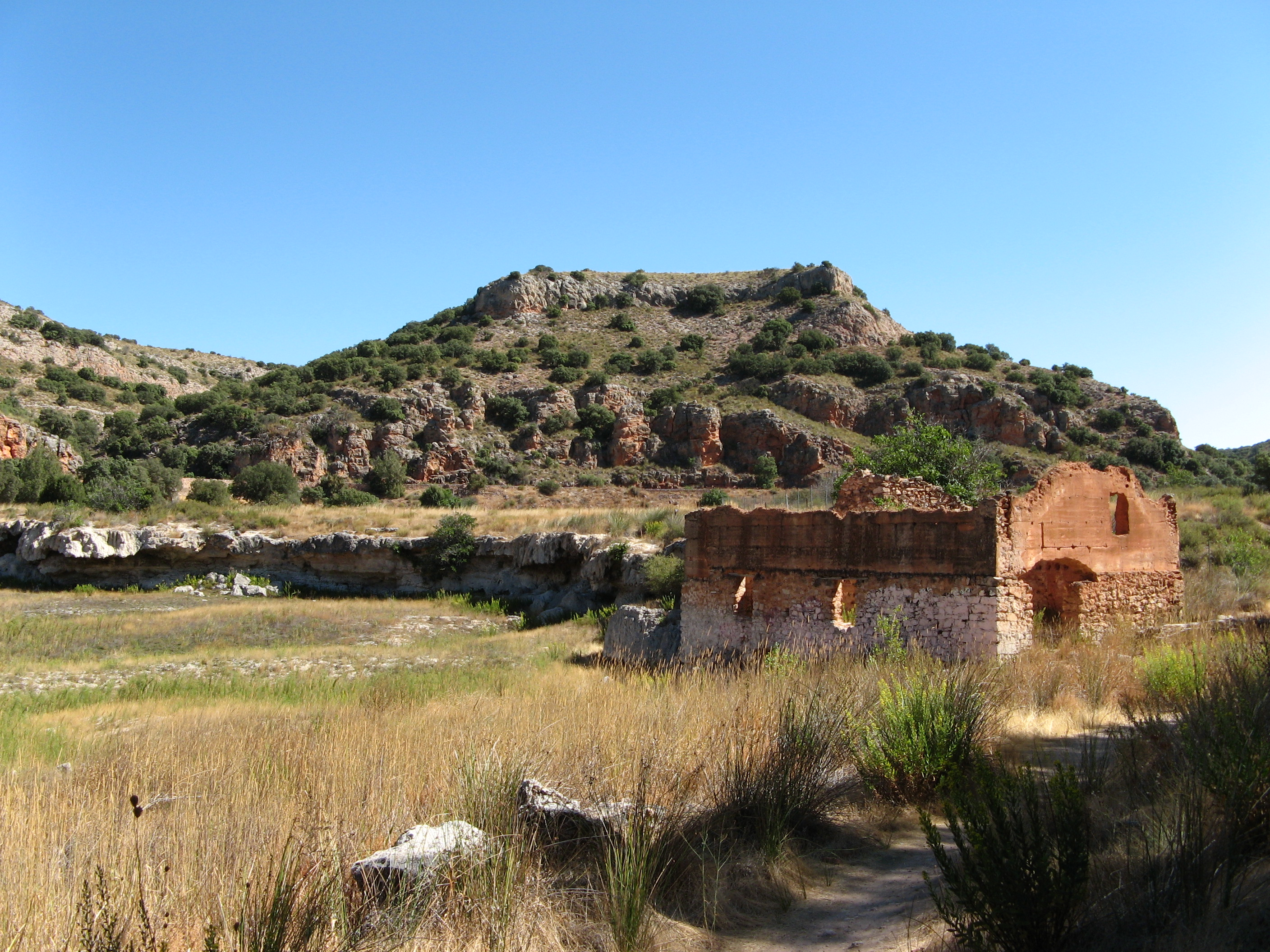

## Étymologie
« Ruido » signifie « bruit » en espagnol. 
Parmi les différentes possibilités, l'origine la plus plausible pour le nom de Ruidera serait le bruit des cascades entre les lagunes.

## Histoire
La commune a été constituée le 21 septembre 1990. Auparavant, le bourg dépendait administrativement de la commune de Argamasilla de Alba (Ciudad Real).

## Administration
| Période                                  | Période | Identité | Étiquette | Qualité |
| ---------------------------------------- | ------- | -------- | --------- | ------- |
|                                          |         |          |           |         |
| Les données manquantes sont à compléter. |         |          |           |         |

## Économie
C'est une zone de grande valeur cynégétique, dont l'économie est autant touristique qu'agraire.

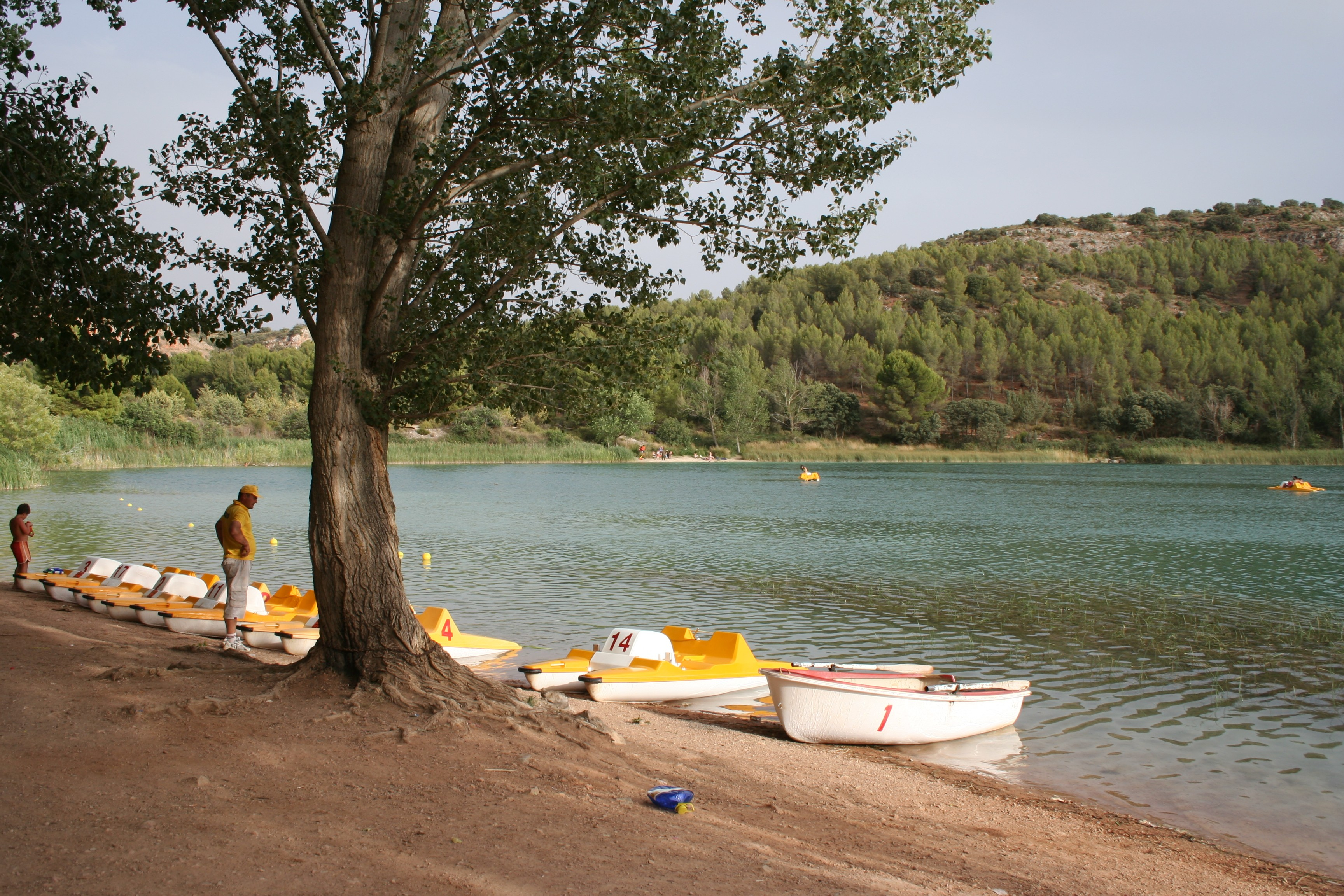
Lagune de Santos Morcillo, en aval de Ruidera
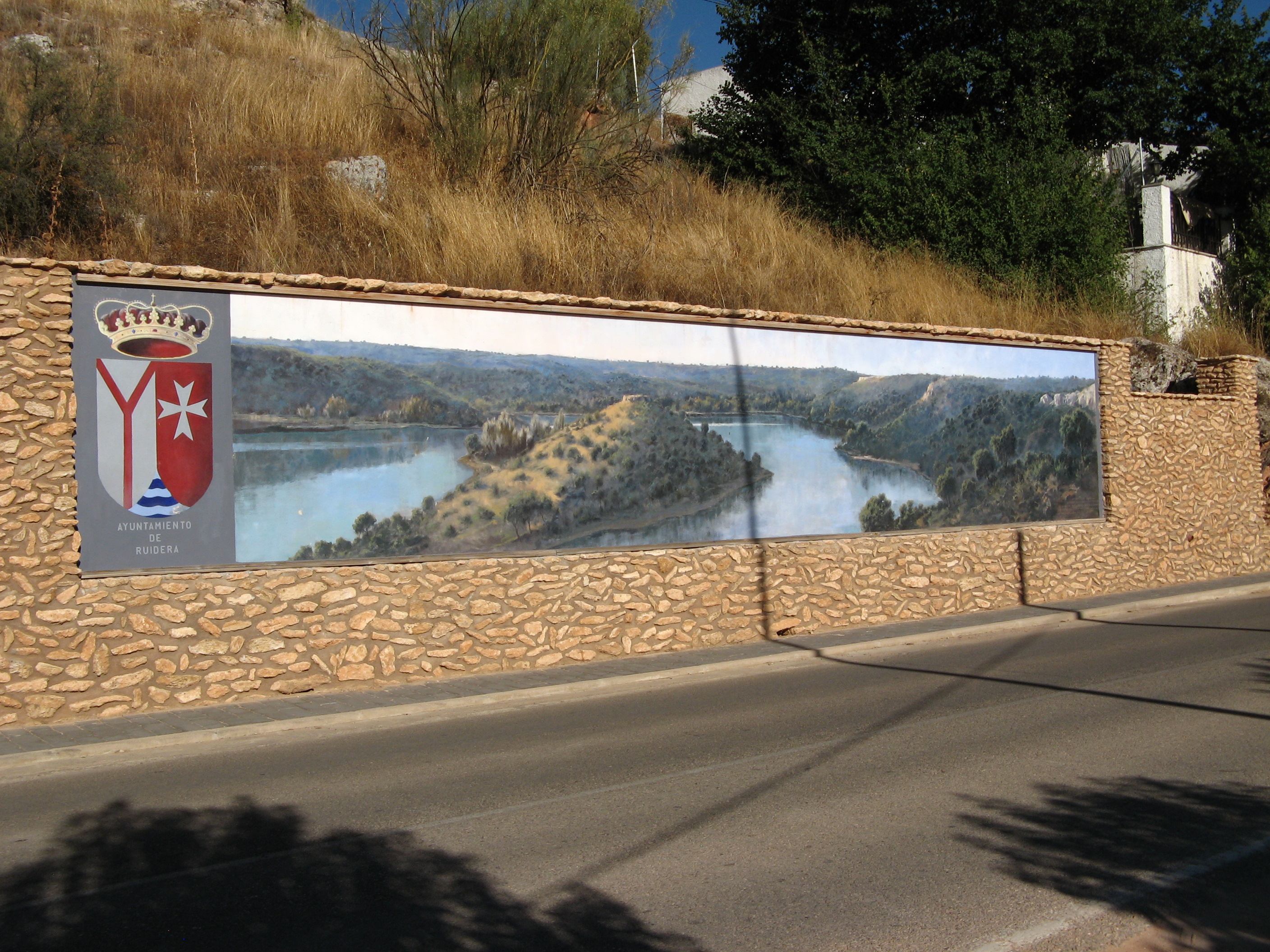
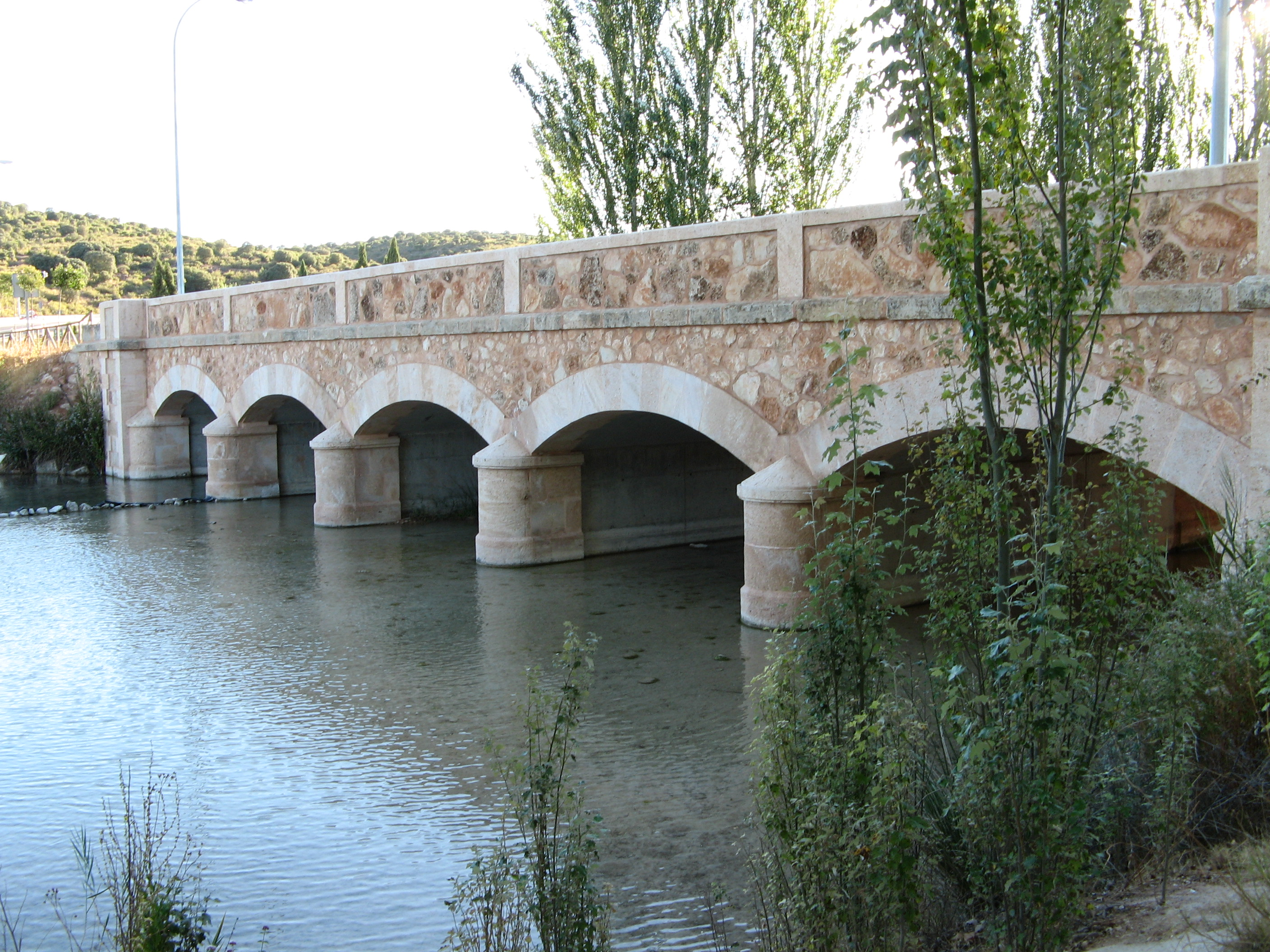

## Culture
La fête locale se déroule le 15 août, coïncidant avec la fête de la patronne du village, la Vierge de la Blanca (la laguna Blanca est le premier lac de la série de lagunes à partir de l'amont).

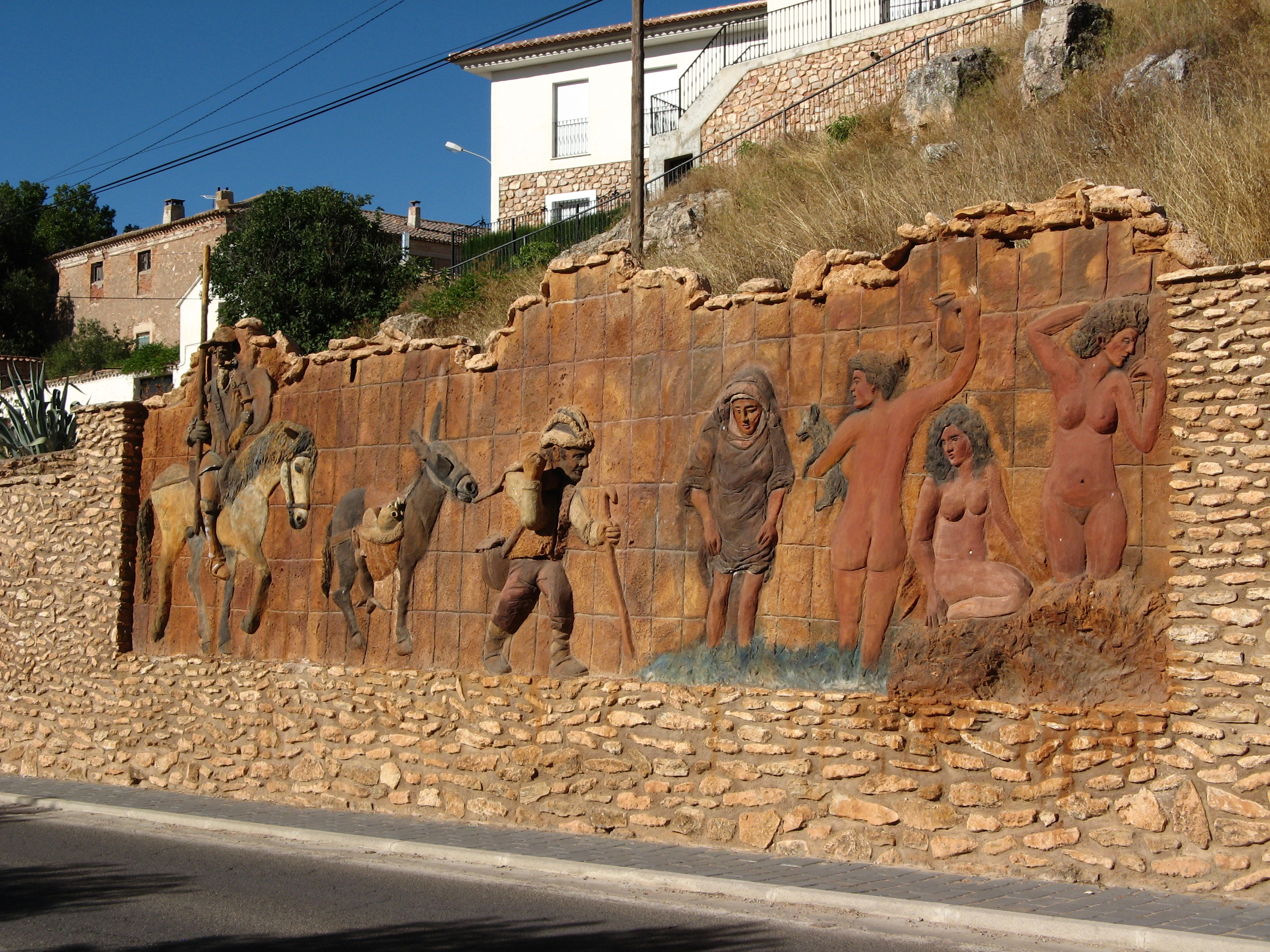
Bas-relief à Ruidera
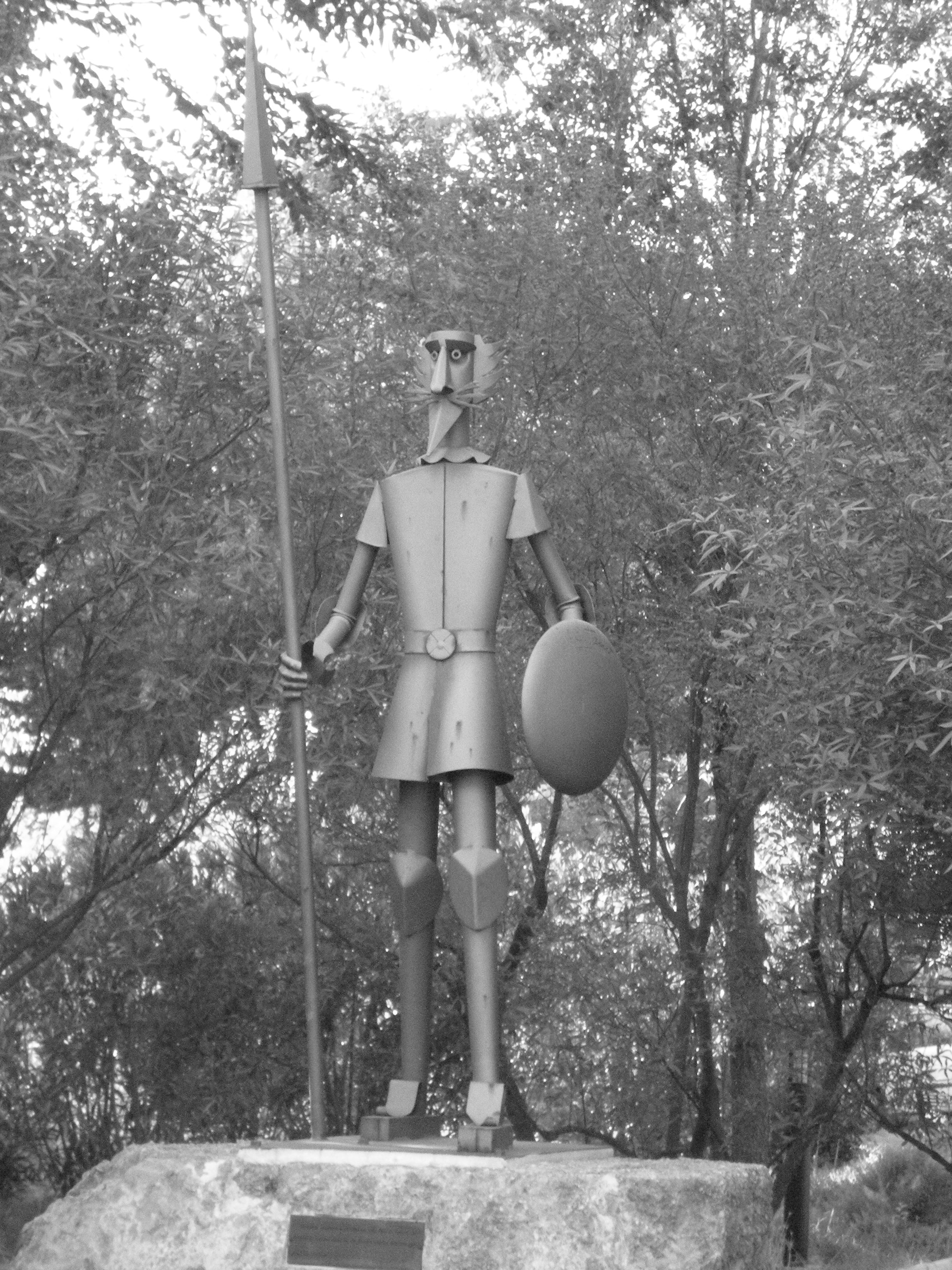
Don Quichotte, statue